# Arrondissement de Poméranie-Occidentale-de-l'Est
L’arrondissement de Poméranie-Occidentale-de-l'Est est un ancien arrondissement (Landkreis en allemand) de Mecklembourg-Poméranie-Occidentale (Allemagne).
Son chef-lieu était Anklam. Il a fusionné le 4 septembre 2011 pour faire partie du nouvel arrondissement de Poméranie-Occidentale-Rügen dont le chef-lieu est Stralsund.

## Situation géographique
L'arrondissement est situé sur la mer Baltique à l'extrême nord-est du land de Mecklembourg-Poméranie-Occidentale et en même temps d'Allemagne - contre la frontière polonaise.
Il joint les arrondissements d'Uecker-Randow, de Mecklembourg-Strelitz et de Poméranie-Occidentale-du-Nord. 
Au nord, sur la côte de la mer Baltique, l'arrondissement entoure la ville-arrondissement de Greifswald.

## Histoire
L'arrondissement fut créé le 12 juin 1994 en fusionnant les anciens arrondissements d'Anklam, de Greifswald et de Wolgast. Il a fusionné avec l'arrondissement de Rügen pour fonder le nouvel arrondissement de Poméranie-Occidentale-Rügen en 2011.

## Communes

Blason de l'arrondissement de Poméranie-Occidentale-de-l’Est

L'arrondissement comprenait quatre-vingt-seize communes, dont cinq villes.
Quatre-vingt-quatorze des communes regroupées en six cantons (Ämter). 
Les deux autres communes ont chacune une administration communale propre (Amtsfreie Gemeinden).
(Population du 30 juin 2005)
Communes-cantones  (Amtsfreie Gemeinden)
- Anklam, Stadt (14 092)
- Heringsdorf (9 426)

Cantons
| (siège de l'amt *) - 1. Amt Am Peenestrom 1. Buddenhagen (456) 2. Buggenhagen (296) 3. Hohendorf (958) 4. Krummin (253) 5. Lassan, ville (1 392) 6. Lütow (368) 7. Pulow (320) 8. Sauzin (411) 9. Wolgast, ville (12 359) * 10. Zemitz (876) - 2. Amt Anklam-Land 1. Bargischow (388) 2. Blesewitz (267) 3. Boldekow (604) 4. Bugewitz (319) 5. Butzow (468) 6. Drewelow (182) 7. Ducherow (2 166) 8. Iven (219) 9. Japenzin (217) 10. Krien (792) 11. Krusenfelde (190) 12. Liepen (de) (315) 13. Löwitz (449) 14. Medow (632) 15. Neetzow (637) 16. Neu Kosenow (639) 17. Neuendorf A (153) 18. Neuendorf B (180) 19. Neuenkirchen (324) 20. Pelsin (316) 21. Postlow (409) 22. Putzar (231) 23. Rathebur (164) 24. Rossin (161) 25. Sarnow (505) 26. Spantekow (810) * 27. Stolpe an der Peene (362) 28. Wietstock (150) | - 3. Amt Landhagen 1. Behrenhoff (772) 2. Dargelin (401) 3. Dersekow (1 106) 4. Diedrichshagen (465) 5. Hinrichshagen (857) 6. Levenhagen (425) 7. Mesekenhagen (1 030) 8. Neuenkirchen (2 329) * 9. Wackerow (1 481) 10. Weitenhagen (1 602) - 4. Amt Lubmin 1. Brünzow (705) 2. Hanshagen (942) 3. Katzow (655) 4. Kemnitz (1 187) 5. Kröslin (1 900) 6. Loissin (889) 7. Lubmin (2 031) * 8. Neu Boltenhagen (640) 9. Rubenow (865) 10. Wusterhusen (1 286) - 5. Amt Usedom-Nord 1. Karlshagen (3 137) 2. Mölschow (845) 3. Peenemünde (345) 4. Trassenheide (963) 5. Zinnowitz (3 700) * | - 6. Amt Usedom-Süd 1. Benz (772) 2. Dargen (563) 3. Garz (205) 4. Kamminke (305) 5. Korswandt (556) 6. Koserow (1 696) 7. Loddin (1 050) 8. Mellenthin (472) 9. Pudagla (444) 10. Rankwitz (654) 11. Stolpe auf Usedom (384) 12. Ückeritz (989) 13. Usedom, ville (1 892) * 14. Zempin (943) 15. Zirchow (630) - 7. Amt Züssow 1. Bandelin (672) 2. Gribow (214) 3. Groß Kiesow (1 485) 4. Groß Polzin (493) 5. Gützkow, ville (2 776) 6. Karlsburg (1 479) 7. Klein Bünzow (877) 8. Kölzin (365) 9. Lühmannsdorf (728) 10. Lüssow (179) 11. Murchin (916) 12. Rubkow (739) 13. Schmatzin (343) 14. Wrangelsburg (236) 15. Ziethen (432) 16. Züssow (1 504) * |

## Politique

### Élections du préfet (Landrat)
|       | Scrutin du 1999 | Scrutin du 1999 | Scrutin du 1999 | Scrutin du 13 juin 2004 Ballotin du ? ??? 2004 | Scrutin du 13 juin 2004 Ballotin du ? ??? 2004 | Scrutin du 13 juin 2004 Ballotin du ? ??? 2004 |
| Parti | Candidat        | Votes           | %               | Candidat                                       | Votes                                          | %                                              |
| ----- | --------------- | --------------- | --------------- | ---------------------------------------------- | ---------------------------------------------- | ---------------------------------------------- |
| CDU   |                 |                 | %               |                                                |                                                | %                                              |
| PDS   |                 |                 | %               | Barbara Syrbe                                  |                                                | %                                              |
| SPD   |                 |                 | %               |                                                |                                                | %                                              |

### Élections du conseil (Kreistag)
|            | Scrutin du 1999 | Scrutin du 1999 | Scrutin du 1999 | Scrutin du 13 juin 2004 | Scrutin du 13 juin 2004 | Scrutin du 13 juin 2004 |
| Parti      | Votes           | %               | Sièges          | Votes                   | %                       | Sièges                  |
| ---------- | --------------- | --------------- | --------------- | ----------------------- | ----------------------- | ----------------------- |
| CDU        |                 | %               |                 |                         | %                       | 25                      |
| PDS        |                 | %               |                 |                         | %                       | 10                      |
| SPD        |                 | %               |                 |                         | %                       | 8                       |
| Grüne      |                 | %               |                 |                         | %                       | 1                       |
| NPD        |                 | %               |                 |                         | %                       | 2                       |
| UR         |                 | %               |                 |                         | %                       | 1                       |
| UWG Bansin |                 | %               |                 |                         | %                       | 1                       |
| WGK        |                 | %               |                 |                         | %                       | 1                       |